# Alessandro Petacchi
Alessandro Petacchi (La Spezia, 3 gennaio 1974) è un ex ciclista su strada italiano.
Professionista dal 1996 al 2015 con caratteristiche di sprinter puro, soprannominato Alejet, vanta 22 vittorie di tappa al Giro d'Italia, 6 al Tour de France e 20 alla Vuelta a España. È stato il primo ciclista in grado di vincere in un solo anno almeno due tappe in ciascuno dei tre grandi Giri. Ha inoltre vinto la classifica a punti in tutti i grandi Giri e vestito la maglia rosa per sette giorni.
Con 179 successi, fra i quali si ricorda una Milano-Sanremo, è il quarto corridore italiano con più vittorie da professionista nel proprio palmarès, dietro a Francesco Moser (273), Giuseppe Saronni (193) e Mario Cipollini (189). È al quarto posto anche nella classifica dei ciclisti più vincenti nei Grandi Giri (48), dietro a Eddy Merckx (65) Cipollini (57) e Mark Cavendish (55).

## Carriera
Dopo aver praticato nuoto e atletica leggera, a 13 anni sceglie il ciclismo ed entra nella Us Luni di Castelnuovo Magra. Velocista, ottiene 26 vittorie fra gli esordienti, 9 fra gli allievi, 13 fra gli juniores e 12 fra i dilettanti. Passa al professionismo nel 1996, ma ottiene la prima vittoria solamente nel 1998, quando si impone nella tappa di Mersing del Giro della Malesia.
La svolta arriva alla Fassa Bortolo, dove, finalmente, riesce a convincersi delle sue reali capacità. Viene convocato per la prima volta in Nazionale nel 2000 e nel 2002 collabora alla vittoria di Mario Cipollini nel Mondiale disputatosi a Zolder, in Belgio. La sua consacrazione avviene però nel 2003, anno in cui coglie ben 30 successi, comprese 15 tappe nei 3 grandi Giri (migliore italiano di sempre davanti a Binda, che nel 1927 ne vinse 12, tutte al Giro) e vestendo per sei giorni la maglia rosa. L'anno dopo ottiene altri 21 successi, mentre nel 2005 vince 26 corse. Nel marzo 2005 vince la sua prima classica, imponendosi nella Milano-Sanremo, precedendo sul traguardo della città ligure il tedesco Danilo Hondo.

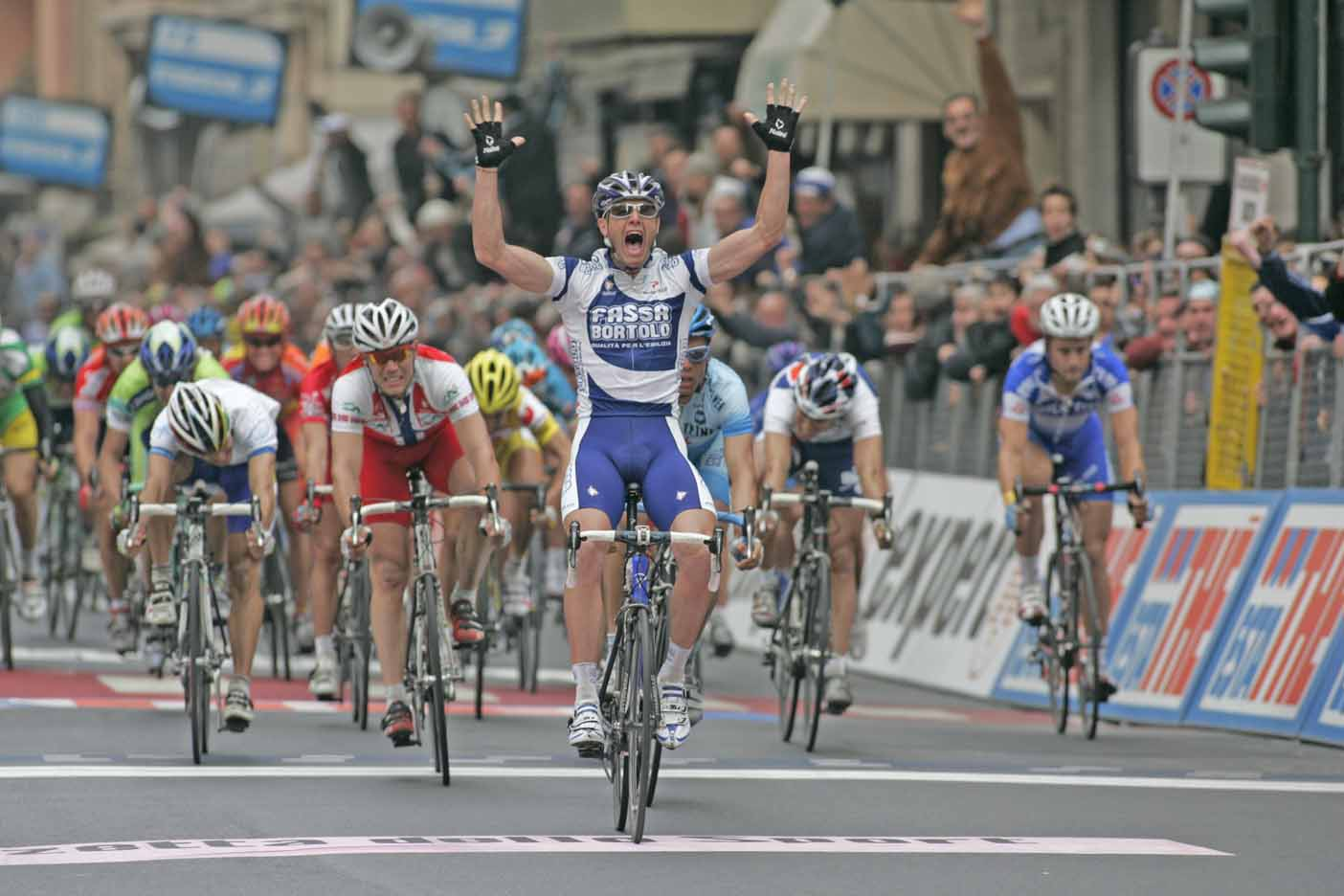
La vittoria alla Milano-Sanremo 2005

Nel 2006 la Fassa Bortolo si scioglie e Petacchi assieme ad altri suoi compagni si sposta nella nuova arrivata Milram. La Milano-Sanremo lo vede arrivare secondo, beffato nel finale da Pozzato, forse per aver marcato troppo il belga Boonen, giunto poi quarto. Al Giro d'Italia 2006 è costretto al ritiro dopo sole due tappe in seguito al coinvolgimento in una caduta, che gli ha causato la frattura composta della rotula in seguito alla quale sarà operato. Ritorna in gara in tempo per partecipare alla Vuelta a España, durante la quale, in un impeto di rabbia alla fine di una tappa, si rompe una mano, battendola violentemente contro il pullman di una squadra avversaria.
Dopo la 11ª tappa di Pinerolo al Giro d'Italia 2007, vinta da lui stesso, vengono trovate quantità di salbutamolo in eccesso all'interno dei campioni prelevati ai controlli anti-doping e successivamente è sospeso dalla sua squadra; quindi viene richiesta una squalifica di 1 anno per il corridore spezzino, che a causa del processo in corso non può partecipare al Tour de France 2007, per lui la corsa più importante dell'anno. Il 24 luglio del medesimo anno è stato prosciolto da tutte le accuse, per la buona fede riscontrata nell'atto inconsapevole di doping.
Nel 2007 i suoi successi più prestigiosi sono le 5 tappe al Giro d'Italia, le 2 alla Vuelta a España e la Parigi-Tours. Il 6 maggio 2008, però, viene squalificato per un anno dal TAS di Losanna in base ai fatti relativi alla tappa di Pinerolo già accennati in precedenza; il corridore potrà tornare in gara il 31 agosto dell'anno in corso, in quanto vengono conteggiati i 60 giorni di stop precauzionale già scontati nel 2007.
Petacchi, comunque, non avrebbe partecipato al Giro d'Italia 2008, in seguito a una grave forma di bronchite contratta subito dopo il Giro di Turchia. Per il Giro la Milram sostituisce lo spezzino con il tedesco Erik Zabel.

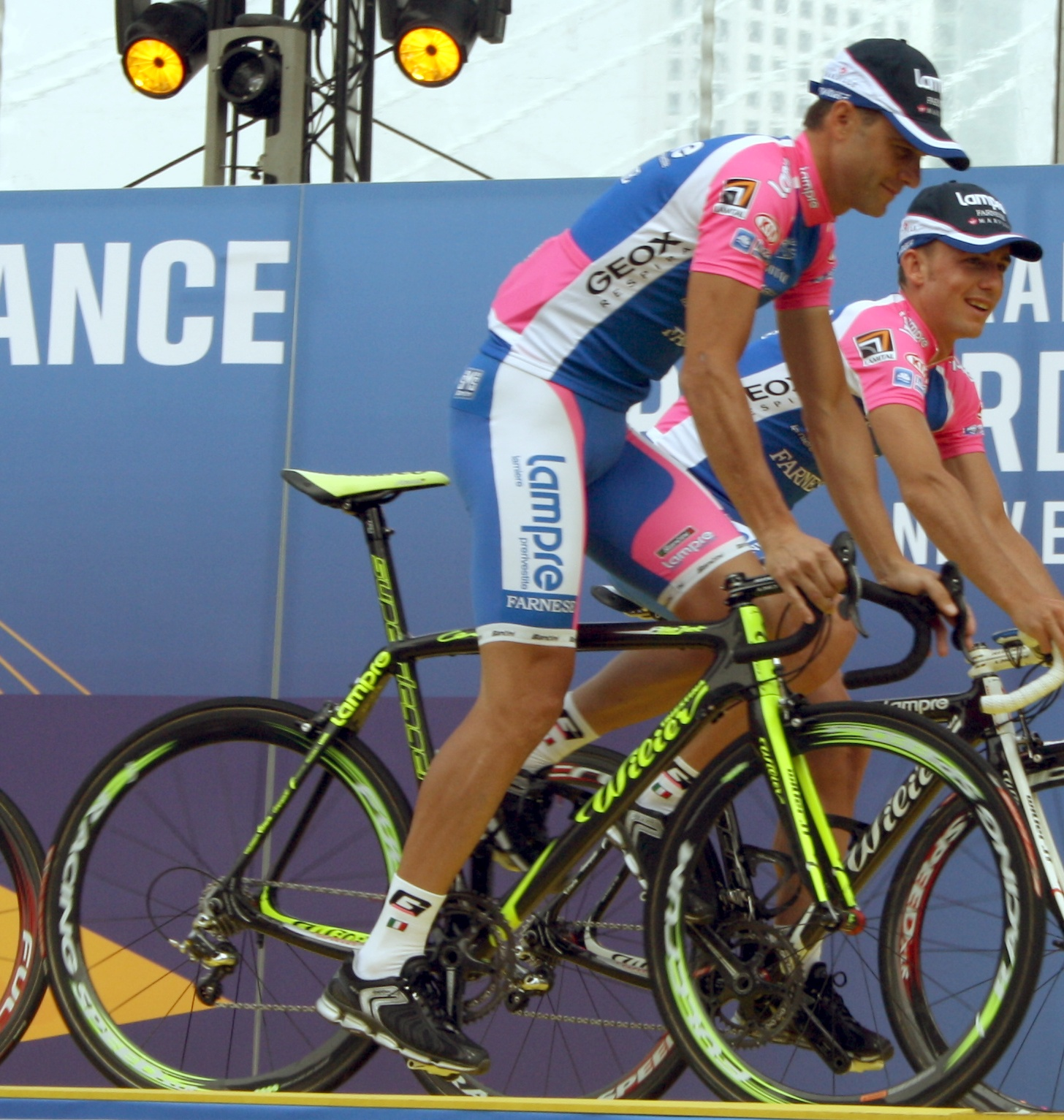
La presentazione del Tour de France 2010

Nel luglio 2008 firma un contratto di due anni per la LPR Brakes-Ballan diretta da Fabio Bordonali. L'8 settembre 2008 ritorna a correre al Tour of Britain, vincendo subito la prima tappa. Comincia il 2009 nel migliore dei modi aggiudicandosi, per il quinto anno consecutivo, il Gran Premio Costa degli Etruschi, corsa di apertura della stagione italiana su strada. Al Giro d'Italia 2009 coglie due successi di tappa e veste per un giorno la maglia rosa, poi si mette al servizio del capitano Danilo Di Luca, in lotta per la classifica generale.
Il 1º settembre 2009 firma un contratto biennale con la Lampre-Farnese Vini, valido a partire dalla stagione 2010. Il 4 luglio 2010 vince in volata la prima tappa del Tour de France; si ripete tre giorni più tardi nella quarta tappa con arrivo a Reims. Al termine del Tour conquista la maglia verde, simbolo che contraddistingue il vincitore della classifica a punti, secondo italiano nella storia a riuscirvi dopo Franco Bitossi che la vinse nel 1968. Petacchi con due vittorie (Bruxelles e Reims), due secondi posti (Bourg-lès-Valence e Parigi) e tre terzi (Gueugnon, Revel e Bordeaux), termina sempre tra i primi tre classificati in ogni arrivo in volata, guadagnando 243 punti che gli permettono di staccare di 11 punti Cavendish, vincitore di cinque tappe, e di 21 Thor Hushovd, già vincitore di due maglie verdi. Con questo successo entra nella storia diventando il quarto corridore, e il primo italiano, ad aver vinto la classifica a punti in tutti e tre i grandi giri ed è il secondo italiano nella storia del Tour a vincere la classifica a punti. Il primo a raggiungere questo traguardo era stato Franco Bitossi nel 1968.
Durante la corsa, il 20 luglio, riceve un avviso di garanzia per il coinvolgimento in un'inchiesta sull'utilizzo di sostanze dopanti. Nonostante ciò prende il via alla Vuelta a Espana ottenendo l'ennesima vittoria di tappa nella grande corsa a tappe iberica. È costretto però al ritiro a causa di una caduta.
Nel 2011 si presenta al Giro d'Italia in forma, centrando subito un successo nella seconda tappa lanciato dal compagno Danilo Hondo, dove precede di poco Cavendish. Nel 2011 non ottiene altre vittorie di prestigio.
Nel 2012 decide di non correre il Giro d'Italia per concentrarsi sul Tour de France. La corsa però non gli regala soddisfazioni: arriva fuori tempo massimo al traguardo dell'undicesima tappa, forse per una caduta, e la giuria gli nega la partenza il giorno dopo; deve accontentarsi solo di un secondo posto nella quarta tappa. Aveva trovato la forma a maggio durante il Tour of Norway dove, grazie agli abbuoni dati da due secondi posti nelle prime due tappe, veste per un giorno la maglia di leader. Non gli riesce però di centrare alcun successo nelle volate; la classifica finale sarà poi vinta dall'idolo di casa Edvald Boasson Hagen. Sempre a maggio torna al successo nel Giro di Baviera, dove vince tre tappe in volata e la classifica a punti.
Nella primavera del 2013, dopo aver disputato le prime classiche della stagione, annuncia il ritiro dall'attività agonistica. Tuttavia, il 13 luglio, annuncia di aver firmato un contratto di 14 mesi con la Omega Pharma-Quickstep dove avrà il compito di lanciare le volate a Mark Cavendish alla Vuelta a España 2013. Il 12 aprile vince allo sprint il Gp Pino Cerami, precedendo il belga Jonas Van Genechten e l'altro italiano Daniele Colli. Per il quarantenne velocista si tratta del primo successo negli ultimi due anni, dopo la vittoria del maggio 2012 in una tappa del Giro della Baviera.
Alla fine della stagione 2014 firma per la formazione italiana Southeast con il compito di lanciare le volate al compagno di squadra Manuel Belletti. Nel maggio 2015 si presenta al Giro d'Italia ottenendo un quinto posto nella seconda frazione da Albenga a Genova. Si ritira dalla competizione durante la salita del Colle delle Finestre, nel corso della ventesima e penultima tappa (Saint-Vincent - Sestrière) della Corsa rosa. Il 13 giugno seguente, nonostante la partecipazione già annunciata alla Vuelta a Venezuela, comunica il proprio ritiro dichiarando che non ha più senso correre senza obiettivi e che intende riflettere «su quello che posso fare da grande».
Nel 2019 viene squalificato per due anni per aver violato le regole antidoping tra il 2012 e il 2013.

## Vita privata
Diplomato macchinista navale, Petacchi vive nella frazione di Massa, Marina di Massa, con la moglie Chiara, sposata il 30 dicembre 2004 dalla quale ha avuto un figlio, chiamato Alessandro jr, nato il 10 maggio 2008.

## Palmarès
- 1994

Gran Premio Calzifici e Calzaturifici Stabbiesi
- 1995

4ª tappa, 1ª semitappa Vuelta al Táchira
6ª tappa Vuelta al Táchira (Umuquena > Lobatera)
La Nazionale a Romito Magra
Gran Premio Comune di Cerreto Guidi
Trofeo Pigoni e Miele
- 1998 (Scrigno, una vittoria)

6ª tappa Tour de Langkawi (Kuantan > Mersing)
- 2000 (Fassa Bortolo, nove vittorie)

1ª tappa Route du Sud (Villeneuve sur Lot > Villeneuve sur Lot)
2ª tappa Route du Sud (Villeneuve sur Lot > Castres)
2ª tappa Giro della Provincia di Lucca (Fornaci di Barga > Marina di Massa)
Classifica generale Giro della Provincia di Lucca
3ª tappa Regio-Tour (Europapark Rust > Emmendingen)
3ª tappa Giro del Lussemburgo (Dudelange > Beckerich)
5ª tappa Giro del Lussemburgo (Diekirch > Diekirch)
8ª tappa Vuelta a España (Vinaròs > Port Aventura)
12ª tappa Vuelta a España (Saragozza > Saragozza)
- 2001 (Fassa Bortolo, cinque vittorie)

4ª tappa, 1ª semitappa Euskal Bizikleta (Mungia > Abadiño)
4ª tappa Settimana Internazionale di Coppi e Bartali (Cantagrillo > Chianciano)
2ª tappa Settimana Ciclistica Lombarda (Brianza > Alzate Brianza)
5ª tappa Settimana Ciclistica Lombarda (Colzate > Clusone)
4ª tappa Giro di Polonia (Stargard Szczeciński > Zielona Góra)
- 2002 (Fassa Bortolo, dodici vittorie)

1ª tappa Volta a la Comunitat Valenciana (Calp > Calp)
2ª tappa Volta a la Comunitat Valenciana (Calp > Castellón de la Plana)
3ª tappa Volta a la Comunitat Valenciana (Castellón de la Plana > Segorbe)
5ª tappa Giro del Mediterraneo (Rousset > Marsiglia)
1ª tappa Parigi-Nizza (Blois > Saint-Amand-Montrond)
5ª tappa Parigi-Nizza (Tolone > Cannes)
1ª tappa, 2ª semitappa Settimana Internazionale di Coppi e Bartali (Rimini > Riccione)
2ª tappa Settimana Internazionale di Coppi e Bartali (Riccione > Faenza)
3ª tappa Settimana Internazionale di Coppi e Bartali (Circuito di Fucecchio)
3ª tappa Rothaus Regio-Tour (Herbolzheim > Lahr)
12ª tappa Vuelta a España (Segovia > Burgos)
3ª tappa Giro dei Paesi Bassi (Apeldoorn > Almelo)
- 2003 (Fassa Bortolo, ventiquattro vittorie)

Trofeo Luis Puig
5ª tappa Volta a la Comunitat Valenciana (Valencia > Valencia)
1ª tappa Parigi-Nizza (Auxerre > Paray-le-Monial)
2ª tappa Vuelta a Aragón (Benasque > Sabiñánigo)
4ª tappa Vuelta a Aragón (La Muela > Borja)
5ª tappa Vuelta a Aragón (La Muela > Saragozza)
1ª tappa Giro d'Italia (Lecce > Lecce)
5ª tappa Giro d'Italia (Messina > Catania)
6ª tappa Giro d'Italia (Maddaloni > Avezzano)
13ª tappa Giro d'Italia (Pordenone > Marostica)
16ª tappa Giro d'Italia (Arco di Trento > Pavia)
17ª tappa Giro d'Italia (Salice Terme > Asti)
1ª tappa Tour de France (Saint-Denis > Meaux)
3ª tappa Tour de France (Charleville-Mézières > Saint-Dizier)
5ª tappa Tour de France (Troyes > Nevers)
6ª tappa Tour de France (Nevers > Lione)
Dwars door Gendringen
1ª tappa Giro dei Paesi Bassi (Middelburg > Rotterdam)
2ª tappa Giro dei Paesi Bassi (Apeldoorn > Nijkerk)
3ª tappa Vuelta a España (Cangas de Onís > Santander)
5ª tappa Vuelta a España (Soria > Saragozza)
12ª tappa Vuelta a España (Cuenca > Albacete)
14ª tappa Vuelta a España (Albacete > Valdepeñas)
21ª tappa Vuelta a España (Madrid > Madrid)
- 2004 (Fassa Bortolo, ventuno vittorie)

1ª tappa Giro della Provincia di Lucca (Viareggio > Capannori)
2ª tappa Giro della Provincia di Lucca (Massarosa > Lido di Camaiore)
1ª tappa Tirreno-Adriatico (Sabaudia > Sabaudia)
2ª tappa Tirreno-Adriatico (Latina > Maddaloni)
7ª tappa Tirreno-Adriatico (San Benedetto del Tronto > San Benedetto del Tronto)
2ª tappa Vuelta a Aragón (Calanda > Barbastro)
5ª tappa Vuelta a Aragón (La Muela > Saragozza)
1ª tappa Giro d'Italia (Genova > Alba)
4ª tappa Giro d'Italia (Porretta Terme > Civitella in Val di Chiana)
6ª tappa Giro d'Italia (Spoleto > Valmontone)
8ª tappa Giro d'Italia (Giffoni Valle Piana > Policoro)
10ª tappa Giro d'Italia (Porto Sant'Elpidio > Ascoli Piceno)
12ª tappa Giro d'Italia (Cesena > Treviso)
14ª tappa Giro d'Italia (Trieste > Pola)
15ª tappa Giro d'Italia (Parenzo > San Vendemiano)
20ª tappa Giro d'Italia (Clusone > Milano)
3ª tappa Giro dei Paesi Bassi (Kleve > Goch)
2ª tappa Vuelta a España (León > Burgos)
4ª tappa Vuelta a España (Soria > Saragozza)
7ª tappa Vuelta a España (Castellón de la Plana > Valencia)
13ª tappa Vuelta a España (El Ejido > Malaga)
- 2005 (Fassa Bortolo, venticinque vittorie)

Gran Premio Costa degli Etruschi
4ª tappa Vuelta a Andalucía (La Guardia de Jaén > Cordova)
5ª tappa Vuelta a Andalucía (Siviglia > Chiclana de la Frontera)
Trofeo Luis Puig
1ª tappa Volta a la Comunitat Valenciana (Calp > Calp)
2ª tappa Volta a la Comunitat Valenciana (Jávea > Sagunt)
5ª tappa Volta a la Comunitat Valenciana (Valencia > Valencia)
Classifica generale Volta a la Comunitat Valenciana
1ª tappa Tirreno-Adriatico (Civitavecchia > Civitavecchia)
6ª tappa Tirreno-Adriatico (Civitanova Marche > Civitanova Marche)
7ª tappa Tirreno-Adriatico (San Benedetto del Tronto > San Benedetto del Tronto)
Milano-Sanremo
1ª tappa Vuelta a Aragón (Alcalá de la Selva > Valderrobres)
3ª tappa Vuelta a Aragón (Sabiñánigo > Saragozza)
1ª tappa Giro di Romandia (Avenches > Avenches)
2ª tappa Giro di Romandia (Fleurier > Fleurier)
9ª tappa Giro d'Italia (Firenze > Ravenna)
12ª tappa Giro d'Italia (Alleghe > Rovereto)
15ª tappa Giro d'Italia (Villa di Tirano > Lissone)
20ª tappa Giro d'Italia (Albese con Cassano > Milano)
3ª tappa Vuelta a España (Cordova > Puertollano)
4ª tappa Vuelta a España (Ciudad Real > Argamasilla de Alba)
8ª tappa Vuelta a España (Tarragona > Lloret de Mar)
12ª tappa Vuelta a España (Logroño > Burgos)
21ª tappa Vuelta a España (Madrid > Madrid)
- 2006 (Milram, tredici vittorie)

Gran Premio Costa degli Etruschi
3ª tappa Vuelta a Andalucía (Cabra > Cordova)
4ª tappa Vuelta a Andalucía (Écija > Ronda)
2ª tappa Volta a la Comunitat Valenciana (Vila-real > Vila-real)
3ª tappa Volta a la Comunitat Valenciana (Sagunto > Port de Sagunt)
Giro della Provincia di Lucca
7ª tappa Tirreno-Adriatico (Campli > San Benedetto del Tronto)
1ª tappa Giro della Bassa Sassonia (Winsen > Nienburg)
2ª tappa Giro della Bassa Sassonia (Nienburg > Bückeburg)
3ª tappa Giro della Bassa Sassonia (Bückeburg > Rheda-Wiedenbrück)
4ª tappa Giro della Bassa Sassonia (Rheda-Wiedenbrück > Duderstadt)
5ª tappa Giro della Bassa Sassonia (Duderstadt > Gottinga)
Classifica generale Giro della Bassa Sassonia
- 2007 (Milram, quattordici vittorie)

Gran Premio Costa degli Etruschi
3ª tappa Volta ao Algarve (Vila do Bispo > Lagos)
4ª tappa Volta ao Algarve (Vila Real de Santo António > Loulé)
5ª tappa Volta ao Algarve (Lagoa > Portimão)
Classifica generale Volta ao Algarve
2ª tappa Volta a la Comunitat Valenciana (Calp > Calp)
1ª tappa Giro della Bassa Sassonia (Wallenhorst > Brema)
2ª tappa Giro della Bassa Sassonia (Brema > Melle)
4ª tappa Giro della Bassa Sassonia (Rheda-Wiedenbrück > Duderstadt)
Classifica generale Giro della Bassa Sassonia
3ª tappa Giro d'Italia (Barumini > Cagliari)
7ª tappa Giro d'Italia (Spoleto > Autodromo del Mugello )
11ª tappa Giro d'Italia (Serravalle Scrivia > Pinerolo)
18ª tappa Giro d'Italia (Udine > Riese Pio X)
21ª tappa Giro d'Italia (Vestone > Milano)
1ª tappa Rothaus Regio-Tour (Lutterbach > Soultz-Haut-Rhin)
11ª tappa Vuelta a España (Castellón de la Plana > Algemesí)
12ª tappa Vuelta a España (Algemesí > Hellín)
Parigi-Tours
- 2008 (Milram e LPR Brakes-Ballan, cinque vittorie)

Gran Premio Costa degli Etruschi
3ª tappa Vuelta a Andalucía (Villa de Otura > Jaén)
4ª tappa Vuelta a Andalucía (La Guardia de Jaén > Écija)
5ª tappa Vuelta a Andalucía (Antequera > Cordova)
5ª tappa Volta a la Comunitat Valenciana (Valencia > Valencia)
4ª tappa Tirreno-Adriatico (Porto Recanati > Civitanova Marche)
1ª tappa Presidential Cycling Tour of Turkey (Smirne > Kuşadası)
6ª tappa Presidential Cycling Tour of Turkey (Finike > Adalia)
1ª tappa Tour of Britain (Londra > Londra)
6ª tappa Tour of Britain (Darlington > Newcastle-Gateshead)
8ª tappa Tour of Britain (Blackpool > Liverpool)
Memorial Viviana Manservisi
Gran Premio Bruno Beghelli
- 2009 (LPR-Farnese Vini, dieci vittorie)

Gran Premio Costa degli Etruschi
5ª tappa Giro di Sardegna (Carbonia > Cagliari)
2ª tappa Tirreno-Adriatico (Volterra > Marina di Carrara)
2ª tappa Settimana Ciclistica Lombarda (Brignano Gera d'Adda > Calcinate)
4ª tappa Settimana Ciclistica Lombarda (Vertova > Vertova)
Scheldeprijs Vlaanderen
Giro di Toscana
2ª tappa Giro d'Italia (Jesolo > Trieste)
3ª tappa Giro d'Italia (Grado > Valdobbiadene)
1ª tappa Delta Tour Zeeland (Middelburg > Goes)
- 2010 (Lampre-Farnese Vini, otto vittorie)

2ª tappa Giro della Provincia di Reggio Calabria (Cosenza > Crotone)
4ª tappa Giro della Provincia di Reggio Calabria (Soverato > Reggio Calabria)
Gran Premio Costa degli Etruschi
3ª tappa Giro di Sardegna (Nuoro > Oristano)
4ª tappa Tour de Suisse (Schwarzenburg > Wettingen)
1ª tappa Tour de France (Rotterdam > Bruxelles)
4ª tappa Tour de France (Cambrai > Reims)
7ª tappa Vuelta a España (Murcia > Orihuela)
- 2011 (Lampre-ISD, tre vittorie)

2ª tappa Volta Ciclista a Catalunya (Santa Coloma de Farners > Banyoles)
4ª tappa Presidential Cycling Tour of Turkey (Marmaris > Pamukkale)
2ª tappa Giro d'Italia (Alba > Parma)
- 2012 (Lampre-ISD, tre vittorie)

1ª tappa Bayern-Rundfahrt (Traunstein > Penzberg)
3ª tappa Bayern-Rundfahrt (Kempten > Treuchtlingen)
5ª tappa Bayern-Rundfahrt (Feuchtwangen > Bamberga)
- 2014 (Omega Pharma-Quickstep Cycling Team, una vittoria)

Grand Prix Pino Cerami

### Altri successi

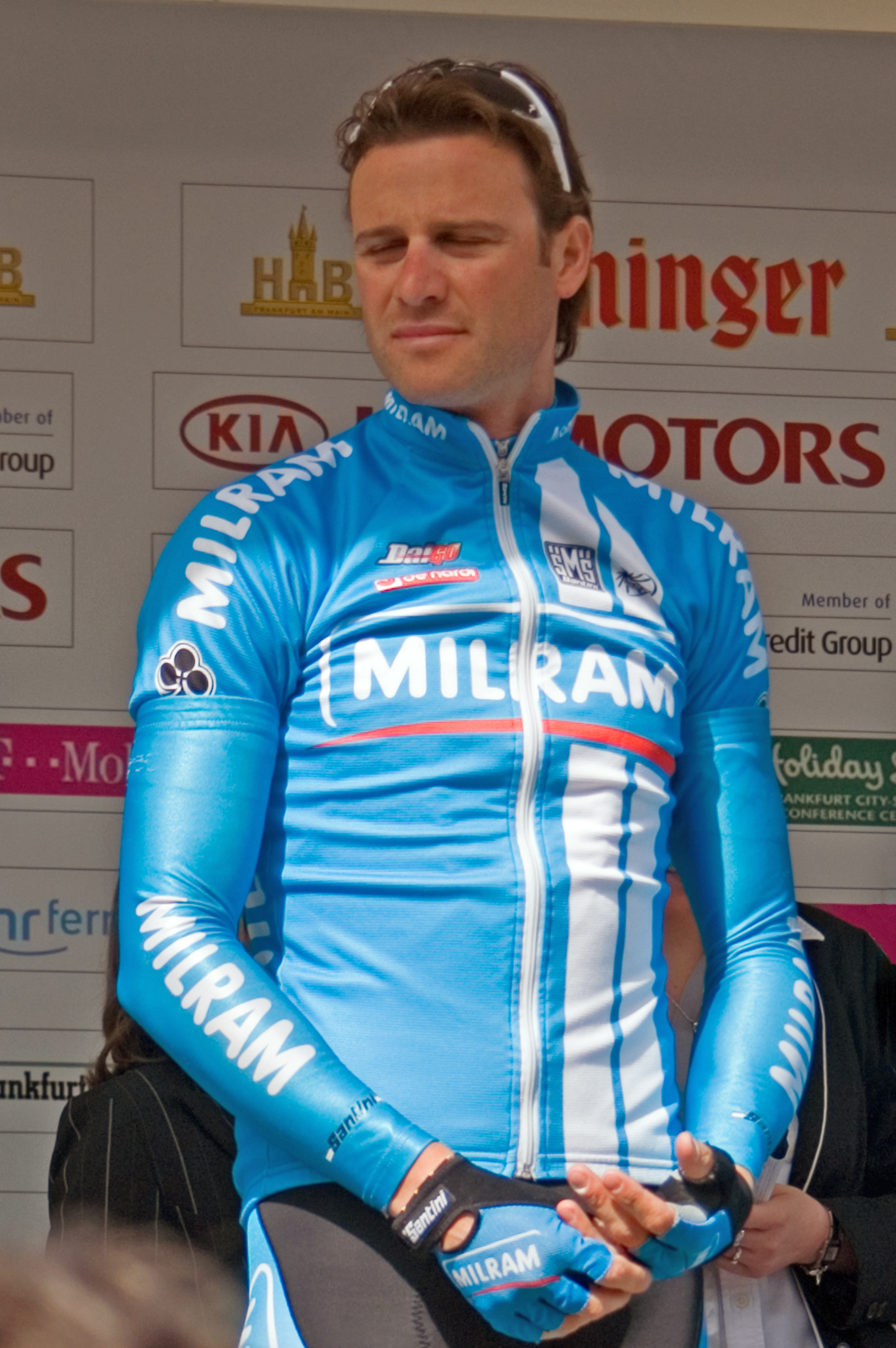
Il Henninger Turm ,Petacchi a 32 anni

- 1999 (Navigare - Gaerne)

Classifica a punti Giro di Svezia
- 2002 (Fassa Bortolo)

1ª tappa Giro del Mediterraneo (Salon-de-Provence > Berre, cronosquadre)
Classifica a punti Giro del Mediterraneo
Classifica a punti Volta a la Comunitat Valenciana
Classifica a punti Parigi-Nizza
- 2003 (Fassa Bortolo)

Profonde van Pijnacker
Classifica a punti Vuelta a Aragón
Criterium di Oostvoorne
Trofeo Bonacossa Giro d'Italia
Criterium di Innsbruck
Memorial Denis Zanette
Criterium di Aalast
Criterium di Steenwijk
- 2004 (Fassa Bortolo)

Criterium di Broni
Classifica a punti Giro d'Italia
Premio della Combattività Giro d'Italia
Premio Azzurri d'Italia Giro d'Italia
Gran Premio Guffanti
- 2005 (Fassa Bortolo)

Classifica a punti Volta a la Comunitat Valenciana
Premio Azzurri d'Italia Giro d'Italia
Criterium del Levante-Chiavari
Criterium dei Campioni
Classifica a punti Vuelta a España
- 2006 (Milram)

Classifica a punti Vuelta a Andalucía
Classifica a punti Volta a la Comunitat Valenciana
Classifica a punti Tirreno-Adriatico
Classifica sprint Giro della Bassa Sassonia
- 2007 (Milram)

Criterium di Aix-en-Provence
Classifica a punti Volta ao Algarve
Classifica a punti Giro d'Italia
- 2008 (Milram)

Classifica a punti Vuelta a Andalucía
- 2009 (LPR-Farnese Vini)

1ª tappa Settimana Ciclistica Lombarda (Brignano > Gera d'Adda, cronosquadre)
Classifica a punti Settimana Ciclistica Lombarda
- 2010 (Lampre-Farnese Vini)

Classifica a punti Giro di Sardegna
Classifica a punti Tour de France
Profcriterium Slozen/Wolvertem-Meise
Bitburger City-Nacht-Rhede
GP Stadt Bad Homburg
- 2011 (Lampre-ISD)

Classifica sprint Presidential Cycling Tour of Turkey
Gran Premio Fontaneto-Coppa Guffanti (gara a eliminazione)
Sparkassen Giro Bochum Derny Race
- 2012 (Lampre-ISD)

Classifica a punti Giro di Baviera
Criterium di Sint-Niklaas
- 2014 (Omega Pharma-Quickstep Cycling Team)

1ª tappa Tirreno-Adriatico (Donoratico > San Vincenzo, cronosquadre)

## Piazzamenti

### Grandi Giri
- Giro d'Italia

1998: fuori tempo massimo (17ª tappa)
1999: 70º
2000: 92º
2002: 94º
2003: fuori tempo massimo (18ª tappa)
2004: 96º
2005: 100º
2006: non partito (4ª tappa)
2007: 104º revocato
2009: 117º
2010: ritirato (8ª tappa)
2011: non partito (13ª tappa)
2014: ritirato (16ª tappa)
2015: ritirato (20ª tappa)
- Tour de France

2001: 97º
2003: ritirato (7ª tappa)
2004: non partito (6ª tappa)
2010: 147º
2011: 107º
2012: fuori tempo massimo (11ª tappa)
2014: 148º
- Vuelta a España

1996: 101º
1997: fuori tempo massimo (5ª tappa)
2000: 77º
2002: 94º
2003: 120º
2004: non partito (15ª tappa)
2005: 88º
2006: non partito (16ª tappa)
2007: 127º
2010: ritirato (9ª tappa)
2011: 100º

### Classiche monumento
- Milano-Sanremo

1998: 168º
1999: 109º
2000: 25º
2002: 17º
2003: ritirato
2004: 4º
2005: vincitore
2006: 2º
2007: 8º
2008: 18º
2009: 5º
2010: 3º
2011: 12º
2012: ritirato
2013: 65º
2014: ritirato
- Giro delle Fiandre

2001: ritirato
2002: ritirato
2006: ritirato
2013: ritirato
- Parigi-Roubaix

1998: ritirato
2000: ritirato
2001: ritirato
2013: squalificato
- Liegi-Bastogne-Liegi

1998: ritirato
2000: ritirato
- Giro di Lombardia

1997: ritirato

### Competizioni mondiali
- Campionati del mondo

Plouay 2000 - In linea: non partito
Zolder 2002 - In linea: 28º
Madrid 2005 - In linea: 34º
Valkenburg 2012 - Cronosquadre: 28º

## Riconoscimenti
- Premio Gino Bartali nel 2003
- Atena d'Argento nel 2003
- Premio Sport del Comune di Camaiore nel 2005
- Inserito nella Top ten sprinters of all time della rivista Cyclingnews nel 2011[14]
- Premio Bici al chiodo 17 02 2016 a Campagnola Emilia dall'Associazione Nazionale Ex Corridori